# Elbtallandschaft und Sudeniederung bei Boizenburg
Elbtallandschaft und Sudeniederung bei Boizenburg este o arie protejată (arie specială de conservare — SAC, sit de importanță comunitară — SCI) din Germania întinsă pe o suprafață de 1.650 ha, integral pe uscat.

## Localizare
Centrul sitului Elbtallandschaft und Sudeniederung bei Boizenburg este situat la coordonatele 53°21′12″N 10°45′34″E / 53.3533°N 10.7594°E.

## Înființare
Situl Elbtallandschaft und Sudeniederung bei Boizenburg a fost declarat sit de importanță comunitară în decembrie 1999 pentru a proteja 11 specii de animale. Situl a fost protejat și ca arie specială de conservare în august 2016.

## Biodiversitate
Situată în ecoregiunea continentală, aria protejată conține 8 habitate naturale: Vegetație psamofilă uscată cu pășuni deschise de Corynephorus și Agrostis, Lacuri eutrofice naturale cu vegetație de tip Magnopotamion sau Hydrocharition, Râuri cu maluri nămoloase cu vegetație de Chenopodion rubri p.p. și Bidention p.p., Pajiști calcaroase din nisipuri xerice, Pajiști aluvionare inundabile, de Cnidion dubii, Fânețe de joasă altitudine (Alopecurus pratensis, Sanguisorba officinalis), Păduri aluvionare cu Alnus glutinosa și Fraxinus excelsior (Alno-Padion, Alnion incanae, Salicion albae), Păduri central-europene de pin scoțian cu licheni.
La baza desemnării sitului se află mai multe specii protejate:
- amfibieni (1): triton cu creastă (Triturus cristatus)
- mamifere (2): castor (Castor fiber), vidră de râu (Lutra lutra)
- pești (8): avat (Aspius aspius), zvârluga (Cobitis taenia), romanogobio albipinnatus (Gobio albipinnatus), Lampetra fluviatilis, cicar (Lampetra planeri), țipar (Misgurnus fossilis), Petromyzon marinus, boarță (Rhodeus sericeus amarus)